# Šachová notace

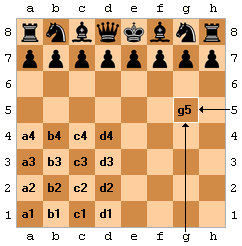
Algebraická šachová notace: název pole se skládá z názvu sloupce a názvu řady

V minulosti se používalo několik způsobů, jak zaznamenávat průběh šachové hry, dnes se však používá téměř výhradně (krátká) algebraická šachová notace, kterou v Evropě rozšířil syrský šachový teoretik Philipp Stamma v 18. století. V 19. století začala být všeobecně užívána v německé a následně i v ruské šachové literatuře. V anglicky mluvících zemích se paralelní metoda tzv. popisné notace, v níž se sloupce šachovnice označují podle počátečního rozestavení figur, obecně používala v šachových publikacích až do 80. let 20. století. Několik hráčů stále používá popisnou notaci, ale ta již není uznávána Mezinárodní šachovou federací (FIDE).
Pole na šachovnici se algebraické šachové notaci označují průsečíkem sloupce (označovaného písmeny a až h) a řady (označované čísly 1 až 8). Například pole vlevo dole z hlediska bílého se nazývá a1.
Popis jednoho tahu sestává z pořadového čísla tahu, označení typu kamene, kterým bylo taženo, a pole, na které bylo taženo. Tahy se číslují od jedničky tak, že stejné číslo označuje tah bílého i následující tah černého. Pole, ze kterého kámen táhl, se neuvádí. Pouze v případě, že by ho nebylo možné jednoznačně určit, se za označením druhu kamene napíše označení výchozího sloupce, řady, nebo pole. Figury se značí počátečním písmenem: K je král, D dáma, V věž, S střelec a J jezdec (v angličtině K, Q, R, B, N). U pěšců se však označení nepíše, pouze pokud je např. v komentáři či popisu pozice potřeba označit pěšce, používá se malé písmeno p. Místo počátečních písmen lze používat i grafické symboly figur.
Při braní se mezi označení figury a cílové pole vkládá symbol ×; bere-li pěšec, namísto označení figury se použije označení sloupce, na kterém pěšec stál před braním. Rošáda se značí symbolem 0–0 (tzv. malá rošáda, rošáda s věží h1 nebo h8) nebo 0–0–0 (tzv. velká rošáda, rošáda s věží a1 nebo a8). Při braní mimochodem se jako cílové pole použije to, na které se pěšec skutečně přesunul; za tah lze připsat e. p. (en passant). Pokud tah šachuje soupeřova krále, přidává se za něj symbol +. Pokud je tah matem, používá se symbol # nebo ++ (jako ++ se ale někdy označuje i dvojšach). Proměna pěšce se označuje tak, že se za pole proměny připíše zkratka figury, v niž se pěšec proměnil, např. d8D. Nabídka remízy se někdy označuje symbolem =. Výsledek partie se zapisuje jako 1–0 (vyhrál bílý), ½–½ (remíza), 0–1 (vyhrál černý) nebo * (neznámý či neurčený).

Takzvaný „ovčácký mat“

Zápis smí obsahovat i komentáře, často vyjadřované zavedenými značkami a symboly. Nejčastěji jsou používány značky: ! pro silný tah, !! pro velice silný tah, ? pro slabý tah, ?? pro hrubou chybu, ?! pro pochybný nebo !? pro překvapivý, ale riskantní tah apod. Hráč zaznamenávající svoji turnajovou partii ovšem nesmí komentáře k tahům připisovat během hry. Pravidla pro zápis partie a používání notace jsou součástí oficiálních pravidel FIDE.
Příklad zápisu jednoduché léčky zvané „ovčácký mat“, která je ukázána na animaci vpravo:
1. e4 e5
2. Dh5?! Jc6
3. Sc4 Jf6??
4. D×f7# 1–0